# RAF Ternhill

i7
i11
i13
Die Royal Air Force Station Ternhill (ICAO-Code: EGOE), kurz RAF Ternhill, ist ein kleiner Militärflugplatz der britischen Royal Air Force (RAF) südwestlich von Market Drayton in der Grafschaft Shropshire, England. 
Die RAF nutzt den Flugplatz als Trainingsgelände der Hubschrauber-Flugschule der britischen Streitkräfte in RAF Shawbury. Der von der RAF errichtete und von ihr nicht mehr genutzte Kasernenbereich dient der British Army als Clive Barracks.

## Geschichte
Der Flugplatz bei Ternhill wurde 1916 während des Ersten Weltkriegs durch das Royal Flying Corps gegründet, dass hier ab Oktober 1917 Fliegerstaffeln stationierte. Staffeln lagen hier bis Ende 1919 und die erste Phase militärischer Nutzung endete 1922, als das Terrain verkauft wurde und anschließend landwirtschaftlich genutzt wurde.
Im Jahr 1935 wurde das Gelände erneut verstaatlicht und es entstand ein mit zunächst drei Hangars ausgerüsteter Flugplatz. Erster Nutzer war zwischen Anfang 1936 und Ende 1940 die 10. Flying Training School. Hinzu kam ab 1937 eine Wartungseinheit. 
Im Sommer 1939 nutzte mit der 78. Squadron, einer Whitley-Bomberstaffel, erstmals auch ein Einsatzverband RAF Ternhill. Nach Ausbruch des Zweiten Weltkriegs diente die Station zwischen Oktober 1939 und September 1941 einer Reihe verschiedener Jagdstaffeln als Stützpunkt. Diese flogen sowohl die Hurricane als auch die Spitfire.
Zwischen April 1942 und April 1946 wurde Ternhill durch die 5. (Pilot) Advanced Flying Unit genutzt. In dieser Zeit gab es immer wieder weitere Einheiten, die die Basis nutzten.
Nach dem Krieg blieb Ternhill Stützpunkt von Schulverbänden. Die 6. Flying Training School lag hier von April 1946 bis Juli 1961 und ab August des Jahres das Helicopter Wing der Central Flying School, die hier bis März 1976 blieb.
Seit Oktober 1963 ist Ternhill daneben Basis der 632. Volunteer Gliding School, heute als Staffel bezeichnet.
Nach einem kurzen Aufenthalt der 2. (Advanced) Flying Training School zwischen März und Oktober 1976 diente der Flugplatz bis März 1997 als Ausweichplatz der 2. Flying Training School und seither der Defence Helicopter Flying School.
Das im Oktober 1976 durch das Ende der Stationierung der Flugschulen frei gewordene Kasernenareal wurde Ende des Jahres an die Army übergeben, die es zunächst als Borneo Barracks bezeichneten und später in Clive Barracks umbenannten. Diese stationierte verschiedene Regimenter.

## Heutige Nutzung
Der Flugplatz beheimatet eine Segelflugzeug- bzw. Motorsegler-Staffel, die 632. Volunteer Gliding Squadron. Daneben wird sie auch insbesondere von den in Shawbury stationierten Schulungshubschraubern genutzt.
Der von der Army genutzte Unterkunftsbereich ist seit 2007 Heimat des 1. Bataillons des Royal Irish Regiments.